# Doeveren
Doeveren é uma aldeia no município neerlandês de Heusden, na província de Brabante do Norte com cerca de 70 habitantes (31 de dezembro de 2008, fonte: CBS).
A aldeia está localizada na margem esquerda do Bergse Maas entre Heesbeen e a zona industrial de Waalwijk.
Antes de 1923, Doeveren fazia parte do antigo município de Drongelen, conhecido também por Drongelen, Gansoijen, Haagoort en Doeveren (até 1908), mesmo após a separação de Doeveren e Drongelen em decorrência da construção do Bergse Maas, escavado no início do século XX. De 1923 a 1973, Doeveren fez parte de Eethen, também localizada no outro lado do rio. Desde 1973, a aldeia pertence ao município de Heusden.